# 海南合体双吸虫
海南合体双吸虫（学名：Syncorpozoum hainanensis）为囊双科合体双吸虫属的动物。在中国大陆，分布于南海、东海等海域，营寄生生活，宿主短尾大眼鲷，寄生部位为鳃腔。
其种加词“hainanensis”意为“海南的”。